# Willy Schottroff
Willy Schottroff (* 25. Januar 1931 in Frankfurt am Main; † 2. Mai 1997 in Kassel) war ein deutscher evangelischer Theologe (Alttestamentler) und Hochschullehrer.

## Leben
Willy Schottroff studierte von 1951 bis 1953 in Bethel Evangelische Theologie. Er setzte dieses Studium von 1953 bis 1958 in Tübingen fort und beschäftigte sich dort auch mit Archäologie, Philologie und Kulturgeschichte. Im April 1958 bestand er sein erstes theologisches Examen. Auf einen Auslandsaufenthalt in Paris 1958/59 folgte 1960 das Vikariat in Brüssel. 1961 wurde er in Mainz aufgrund einer von Friedrich Horst betreuten Dissertation promoviert und heiratete dort am 21. Juli 1961 Luise Klein aus Berlin, die selbst als Luise Schottroff als profilierte Theologin bekannt wurde. Von Ende Juli dieses Jahres bis zum Herbst 1962 war er zum Weiterstudium in Jerusalem, wo zur Archäologie und Semitistik noch semitische Epigraphik und Ägyptologie hinzutraten. Anschließend wurde er Assistent an der Universität Mainz, wo er sich 1964 habilitierte und als Privatdozent wirkte.
Schottroff wurde im August 1971 von der Universität Mainz zum außerplanmäßigen Professor ernannt. Noch im selben Jahr erhielt er einen Ruf an die Universität Frankfurt am Main, wo er bis zu seiner Emeritierung 1996 als Professor für Altes Testament lehrte.
Schottroff begann noch zusammen mit Paul Mendes-Flohr eine Ausgabe des Gesamtwerkes Martin Bubers vorzubereiten, musste dieses Projekt jedoch wegen einer schweren Erkrankung an Peter Schäfer abgeben.
Schwerpunkte seiner Forschungen waren biblische Topographie, alttestamentliche Rechtsfragen, Befreiungstheologie und die sozialgeschichtliche Auslegung biblischer Texte – bis hin zum christlich-jüdischen Dialog.

## Veröffentlichungen (Auswahl)

### Monographien
- „Gedenken“ im Alten Orient und im Alten Testament: Die Wurzel Zakar im semitischen Sprachkreis (= Wissenschaftliche Monographien zum Alten und Neuen Testament 15), Neukirchen-Vluyn 1964.
- Der altisraelitische Fluchspruch (= Wissenschaftliche Monographien zum Alten und Neuen Testament 30), Neukirchen-Vluyn 1969.
- Das Reich Gottes und der Menschen: Studien über das Verhältnis der christlichen Theologie zum Judentum (= Abhandlungen zum christlich-jüdischen Dialog 19), München 1991.

#### Zusammen mit Astrid Böhme
- Palmyrenische Grabreliefs (= Liebieghaus Monographie 4), Frankfurt/Main 1979.

#### Zusammen mit Luise Schottroff
- Die Parteilichkeit Gottes. Biblische Orientierungen auf der Suche nach Frieden und Gerechtigkeit. München 1984.
- Wer ist unser Gott? Beiträge zu einer Befreiungstheologie im Kontext der 'ersten' Welt. München 1986.
- Die Macht der Auferstehung. Sozialgeschichtliche Auslegungen. München 1988.
- Die kostbare Liebe zum Leben. Biblische Inspirationen. München 1991.
- Mitarbeiter der Schöpfung, Bibel und Arbeitswelt. 1991.

#### Zusammen mitMarlene Crüsemann
- Schuld und Schulden. Biblische Traditionen in gegenwärtigen Konflikten (= Kaiser Taschenbücher 121), München 1992.

### Aufsätze (Auswahl)
- Horonaim, Nimrim, Luhith und der Westrand des „Landes Ataroth“: Ein Beitrag zur historischen Topographie des Landes Moab. In: Zeitschrift des Deutschen Palästina-Vereins 82, Heft 2, 1966, S. 163–208.
- Jeremia 2,1–3. Erwägungen zur Methode der Prophetenexegese. In: Zeitschrift für Theologie und Kirche 67, 1970, S. 263–294.
- Soziologie und Altes Testament. In: Verkündigung und Forschung 17/19, 1972, S. 46–66.
- Die Ituräer. In: Zeitschrift des Deutschen Palästina-Vereins 98, 1982, S. 125–152.
- Goethe als Bibelwissenschaftler. In: Evangelische Theologie 44, Heft 5, 1984, S. 463–485.
- Conclamatio et Profectio. Zur Veranschaulichung neutestamentlicher Wundergeschichten. In: Religious propaganda and missionary competition in the New Testament world. Essays honoring Dieter Georgi [on the occasion of his sixty-fifth birthday]. Leiden/Köln 1994, S. 254–281.
- Das Gleichnis von den bösen Weingärtnern (Mk 12, 1–9 parr.). Ein Beitrag zur Geschichte der Bodenpacht in Palästina. In: Zeitschrift des Deutschen Palästina-Vereins 112, Heft 1, 1996, S. 18–48.
- „Unrechtmäßige Fesseln auftun, Jochstricke lösen“. Jesaja 58, 1–2, ein Textbeispiel zum Thema „Bibel und Ökonomie“. In: Biblical interpretation. A journal of contemporary approaches 5, Heft 3, 1997, S. 263–278.

### Herausgeberschaften
- Zusammen mit Wolfgang Stegemann: Der Gott der kleinen Leute. Sozialgeschichtliche Auslegungen. Bd. 1 (Altes Testament), München/Gelnhausen 1979; Bd. 2 (Neues Testament), M. 1979; Englische Ausgabe: God of the Lowly. Socio-Historical Interpretation of the Bible, Maryknoll 1984 (192 p.).
- Traditionen der Befreiung. Bd. 1 (Methodische Zugänge), München 1980; Bd. 2 (Frauen in der Bibel), M. 1980.
- Die Auslegung Gottes durch Jesus. Festgabe für Herbert Braun zu seinem 80. Geburtstag am 4. Mai 1983. Mainz 1983.
- Zusammen mit Luise Schottroff, Frank Crüsemann, Rainer Kessler: Gerechtigkeit lernen. Beiträge zur biblischen Sozialgeschichte 94 (Altes Testament). Gütersloh 1999.

### Übersetzung
- Ghattas J. Jahshan, Maheeba Akra Jahshan: Führer durch das westliche Jordanien – Jerusalem. Typographia Patrum Franciscalium Terrae Sanctae, Jerusalem 1962.